# Întorsura Buzăului
Întorsura Buzăului (węg. Bodzaforduló) – miasto w środkowej Rumunii, w okręgu Covasna (południowo-wschodni Siedmiogród). W 2011 roku liczyło 7528 mieszkańców.
Merem miasta jest Gheorghe Baciu. Położone jest 750 metrów nad poziomem morza. Nazwa miasta w języku polskim oznacza "Zakręt rzeki Buzău".